# Palm Society
Palm Society, o Palm International Society, es la más completa fuente de información de Internet de las palmeras. Este sitio web incluye amplia información sobre la horticultura de la palma, acceso en línea a más de 30 años de artículos publicados en la revista Palms y Principes,  una galería de imágenes, enlaces a otros sitios, enlaces a PalmTalk - el foro en línea más activo del mundo en todos los aspectos de las Palmas, y mucho más.